# Świdnica
Świdnica [ɕfʲiˈdɲiʦa] (tyska Schweidnitz, tjeckiska Svídnice) är en stad i sydvästra Polen. Staden är huvudort i distriktet Powiat świdnicki i Nedre Schlesiens vojvodskap och utgör administrativt en stadskommun, med 59 737 invånare år 2012. Den omgivande landskommunen, Gmina Świdnica, är administrativt självständig från staden men har sitt säte där. Sedan 2004 är Świdnica stiftsstad i ett nygrundat katolskt stift, och räknas till Wałbrzychs storstadsregion.
I staden finns en av de två fredskyrkorna i Jawor och Świdnica som förklarats som en del av världsarvet av UNESCO.

## Geografi
Świdnica är beläget omkring 50 kilometer sydväst om Wrocław i en bördig floddal mellan Ślężamassivet och Góry Sowie (Ugglebergen), vid floden Bystrzyca, en biflod till Oder. Öster om staden finns den 718 m höga bergstoppen Ślęża.

## Historia

### Medeltida handelsstad
Orten grundades som rastställe för köpmän och åkare utefter den nyanlagda vägen längs gränsskogen Przesieka. Samtidigt övertog staden rollen som garnison och skydd för resande mellan Schlesien och Böhmen från borgen i Grodziszcze. Staden grundades enligt Neumarkträtt och omnämns första gången som stad år 1243. År 1267 fanns ett hospital utanför stadsmurarna, som 1283 skänktes av den polske storhertigen Henrik IV Probus till Korsriddarna med den röda stjärnan i Prag. Stadens fogde omnämns första gången 1274. År 1290 hade staden rätt att prägla egna mynt. Hertigarnas borg omnämns första gången 1295.
Staden tillhörde hertigdömet Breslau och var tillsammans med Fürstenstein från 1290/1291 säte för hertigömet Świdnica. Efter hertigen Bolko II den lilles död 1368 ärvdes hertigdömet och staden av kung Wencel IV av Böhmen och Tysk-romerska riket, som var son till Anna av Schweidnitz. Bolko II:s änka Agnes av Habsburg förfogade dock fram till 1392 över furstendömet som nu var ett arvfurstenöme under den böhmiska kronan. Staden förvaltades under kronan och tillföll 1526 tillsammans med Böhmen huset Habsburg.
Staden blev i början av 1300-talet en viktig handelsstad och ett centrum för ölbryggning. Öl exporterades från staden till Breslau, Prag och Ofen.

### Religionskonflikter och ekonomisk tillbakagång

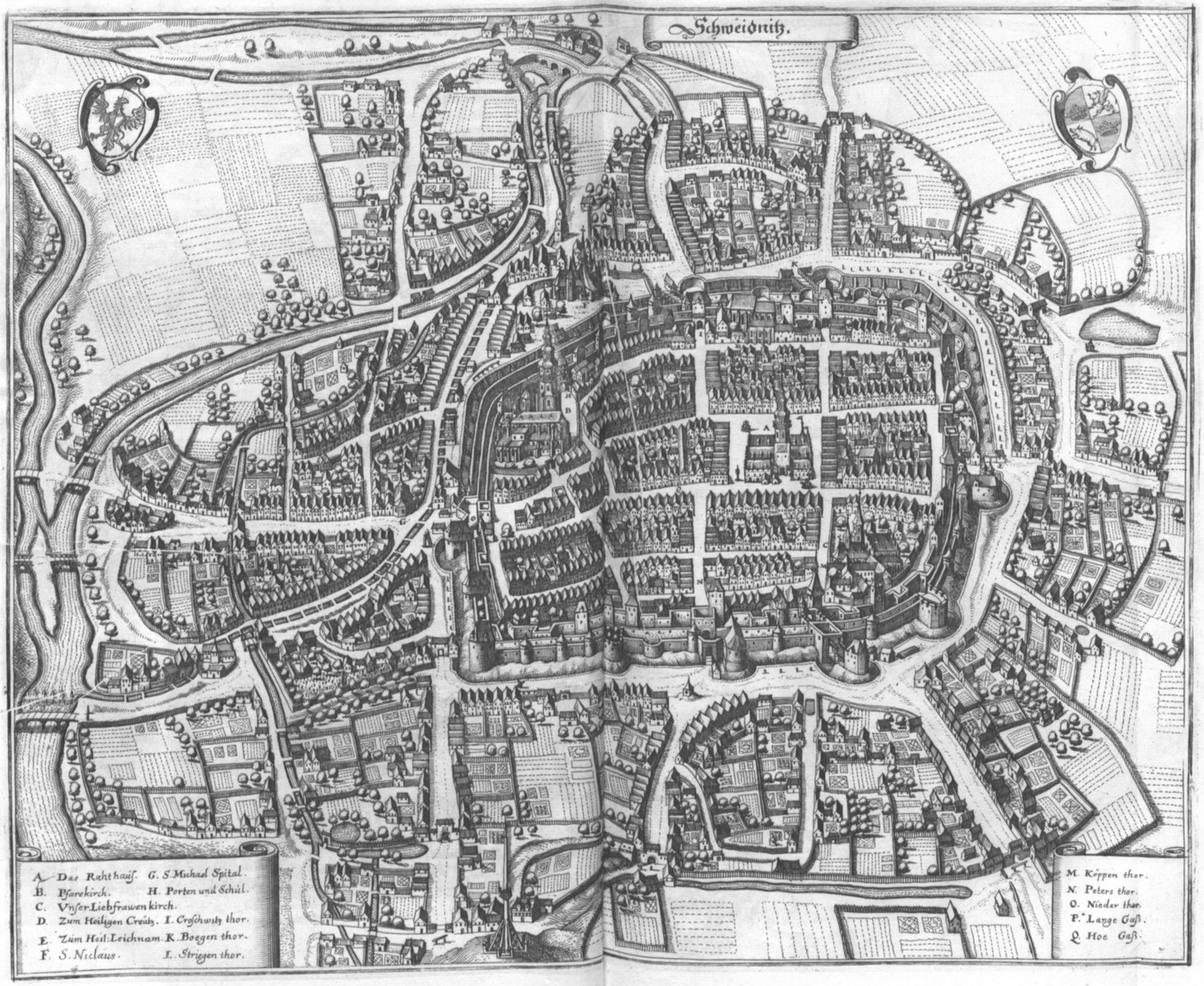
Karta över staden Schweidnitz omkring 1650. Illustration av Matthäus Merian den äldre ur Martin Zeillers Topographia Bohemiae, Moraviae et Silesiae.

Reformationen påbörjades i Schweidnitz år 1522. Med undantag för den katolska Nikolaikyrkan blev alla katolska kyrkor protestantiska församlingskyrkor, och alla kloster upplöstes. I mitten av 1500-talet var staden efter Breslau den näst största staden i Schlesien och med omkring 5 000 invånare nästan lika stor. Kejsar Rudolf II gav 1580 staden rätt att välja sina egna rådsherrar fritt.
Stadens blomstringstid avbröts av trettioåriga kriget. Staden kom under perioden 1629-1654 att tvingas lägga ut mer än 370 000 taler på inkvartering och försörjning av soldater. Staden erövrades av svenska trupper under Lennart Torstensson 1642. Av stadens 1300 hus ska endast 118 ha varit oskadade efter kriget, och endast omkring 200 invånare lär ha funnits kvar i staden, vilket ledde till att staden förlorade sin ekonomiska ställning. Från 1622/24 återkatoliserades staden, och dominikaner och franciskaner kunde åter slå sig ned i staden.

### Under Preussen och Tyskland
Under Österrikiska tronföljdskriget erövrades staden 1741 av kungariket Preussen. Fredrik II av Preussen lät bygga ut staden till fästningsstad, med en inre fästningsvall och omgivande fort. Trots befästningarna intogs staden flera gånger av den österrikiska armén under sjuårskriget.
Under Napoleonkrigen kapitulerade stadens fästning 16 februari 1807 för  den franska armén som började riva stadens befästningar. Genom sekulariseringen i Preussen 1810 upplöstes och revs stadens kloster, med undantag för Ursulasystrarnas kloster som innehöll en klosterskola.
Genom de preussiska administrativa reformerna efter 1815 tillhörde staden provinsen Schlesien, som säte för Landkreis Schweidnitz. 1844 anslöts staden via en sidolinje till järnvägen Breslau-Waldenburg, vilket blev inledningen till stadens industrialisering. Under slutet av 1800-talet och början av 1900-talet fick staden bland annat en maskinindustri, elektrisk industri samt möbel- och leksakstillverkning.  År 1867 revs stadens befästningar vilket banade vägen för nya parker och en utvidgning av stadskärnan.
Från 1899 bildade Schweidnitz ett självständigt stadsdistrikt, som 1938 utvidgades med områden från angränsande kommuner. Vid den sista tyska folkräkningen 1939 hade staden 39 052 invånare.

### I Polen efter 1945
Staden klarade sig nästan helt undan förstörelse under andra världskriget. Efter kriget tillföll staden 1945 tillsammans med Schlesien Folkrepubliken Polen genom Potsdamöverenskommelsen. Staden döptes av de polska myndigheterna officiellt till den polska namnformen Świdnica, och den tyska befolkningen fördrevs västerut. Under åren efter kriget återbefolkades staden av polska bosättare, varav omkring en fjärdedel var flyktingar från de tidigare polska områdena öster om Curzonlinjen.
Mellan 1975 och 1998 var staden del av Wałbrzychs vojvodskap, som 1999 uppgick i det då bildade Nedre Schlesiens vojvodskap. Sedan kommunistregimens fall 1989 har stadens elektriska industri haft en viktig roll inom stadens näringsliv, och utländska investeringar har lett grundandet av underleverantörer till den europeiska bilindustrin. Sedan 2004 är staden säte för Świdnicas då nygrundade katolska stift, som hör till Wrocławs ärkestift.

## Sevärdheter

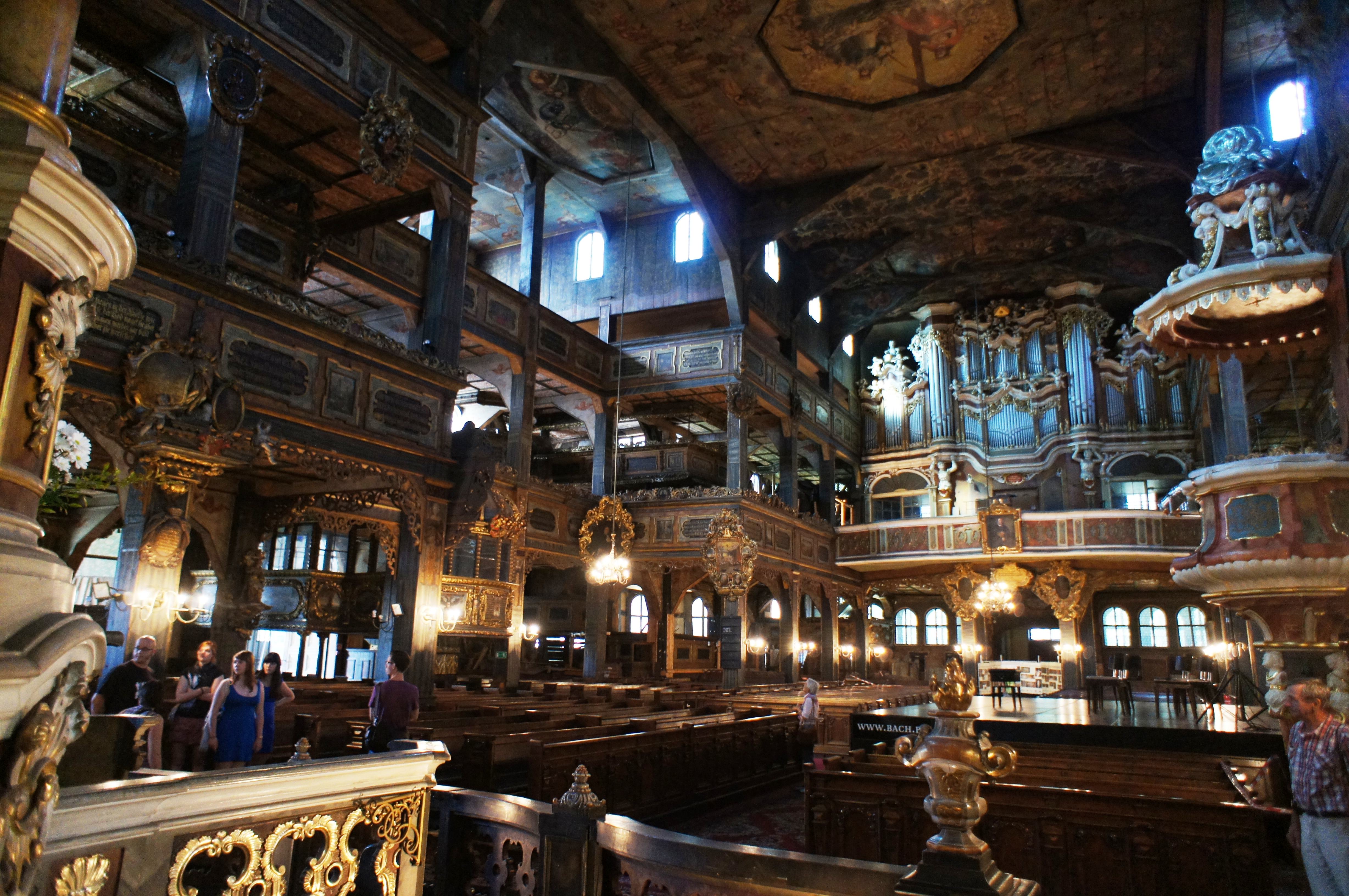
Interiör från Fredskyrkan

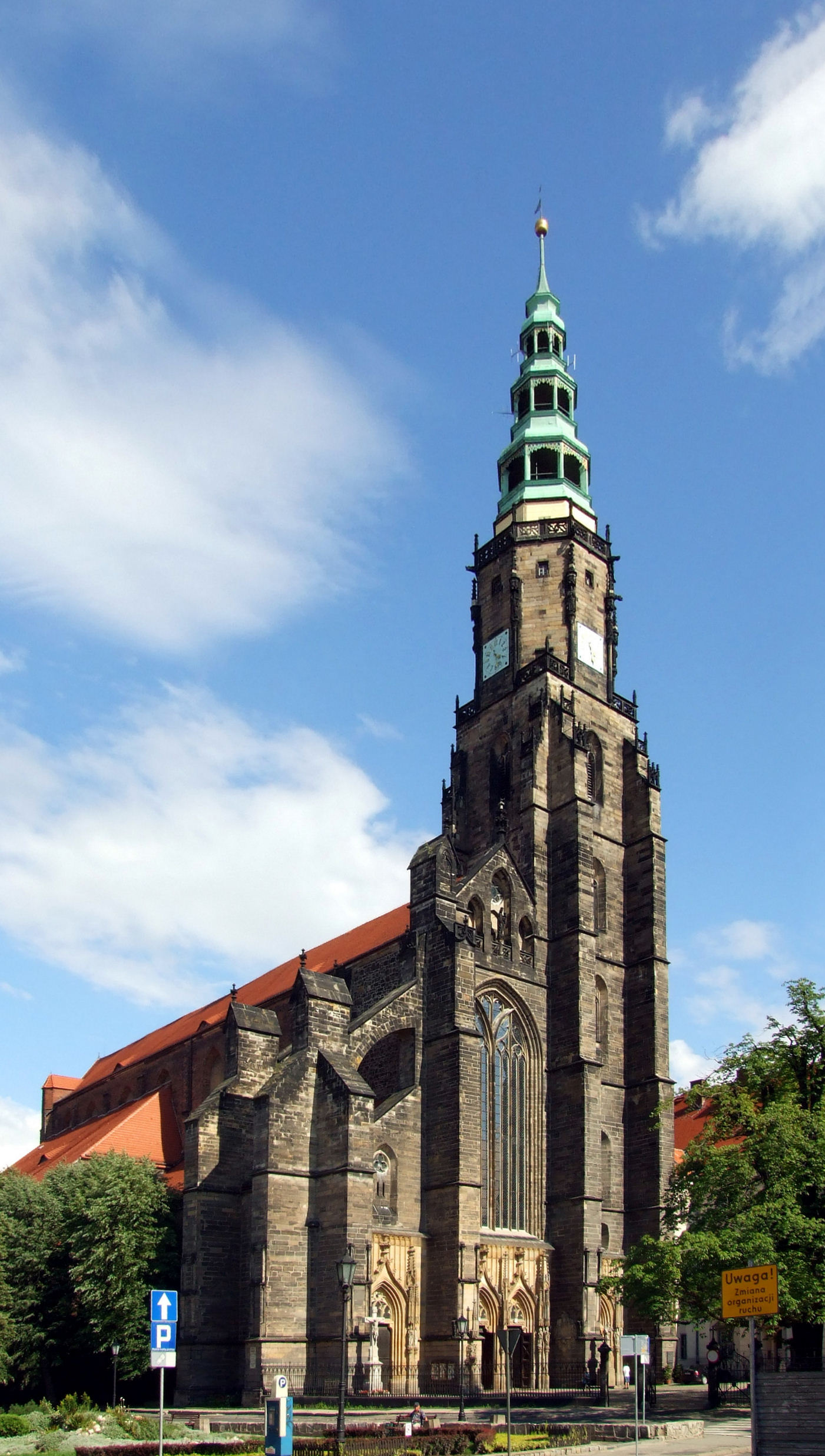
S:t Stanisław och Wacławkatedralen.

- Fredskyrkan i Świdnica, uppförd 1656/57 som en av tre i Schlesien enligt Westfaliska freden. Sedan 2001 är kyrkan Unesco-världsarv tillsammans med fredskyrkan i Jawor.
- S:t Stanisław och Wacławkatedralen, uppförd 1532-1535 på platsen för en äldre kyrka från 1200-talet. 1561–1629 var kyrkan stadens protestantiska kyrka. Omkring 1660 överlämnades kyrkan till jesuiterna, som år 1700 genomförde en större ombyggnad i barockstil. Bland annat medverkade konstnärerna Michael Willmann, Johann Jacob Eybelwieser, Johann Georg Etgens, Johann Riedel och Georg Leonhard Weber vid kyrkans utsmyckning.
- Heliga korsets kyrka, ursprungligen uppförd 1718-1719 och ombyggd i klassicistisk stil 1865.
- S:t Josefskyrkan med Ursulasystrarnas kloster, uppförd 1754–1772 av arkitekten Wenzel Mattausch i senbarockstil.
- S:a Barbarakyrkan, ursprungligen uppförd 1500-1501, förstörd i trettioåriga kriget och därefter återuppbyggd på 1690-talet. Kyrkan var protestantisk kyrka 1565–1628 och 1741–1818, därefter användes den som arsenal. 1982 renoverades kyrkan.
- Jesuitskolan, uppförd 1664–1667 nära stadskyrkan. Det angränsande jeusitkonviktet bildades 1671 genom en donation av Jakob von Tamm. 1741 blev det lasarett, från 1802 kunglig uppfostringsanstalt.
- Kapucinklostret, uppfört 1676 på platsen för den tidigare hertigliga borgen, grundat av Christoph Wenzel von Nostitz. Efter 1810 var byggnaden fattighus och användes 1928–1939 som museum.
- Kapucinkyrkan, uppförd 1782–1688 och vigd åt den obefläckade avelsen. Efter att ha moderniserats 1818 användes den fram till 1945 som den protestantiska garnisonskyrkan.
- Stiftsgården för abbotarna i Grüssau, uppförd 1723–1725 som stadsresidens för abbotarna. Huset konfiskerades av Fredrik II av Preussen 1741 och skänktes till general Fouqué.
- Trefaldighetspelaren framför rådhusets burspråk, donerad 1693 av Johann Joachim Michael von Zinzendorf.
- Statyn av Maria Cunitz, till minne av 1600-talsastronomen.

## Kommunikationer
Świdnicas centralstation, Świdnica Miasto, ligger på linjen mellan Legnica och Kamieniec Ząbkowicki. Genom staden passerar den nationella vägen DK35, med vägförbindelse i riktning mot Kamienna Góra och Wrocław.

## Kända invånare

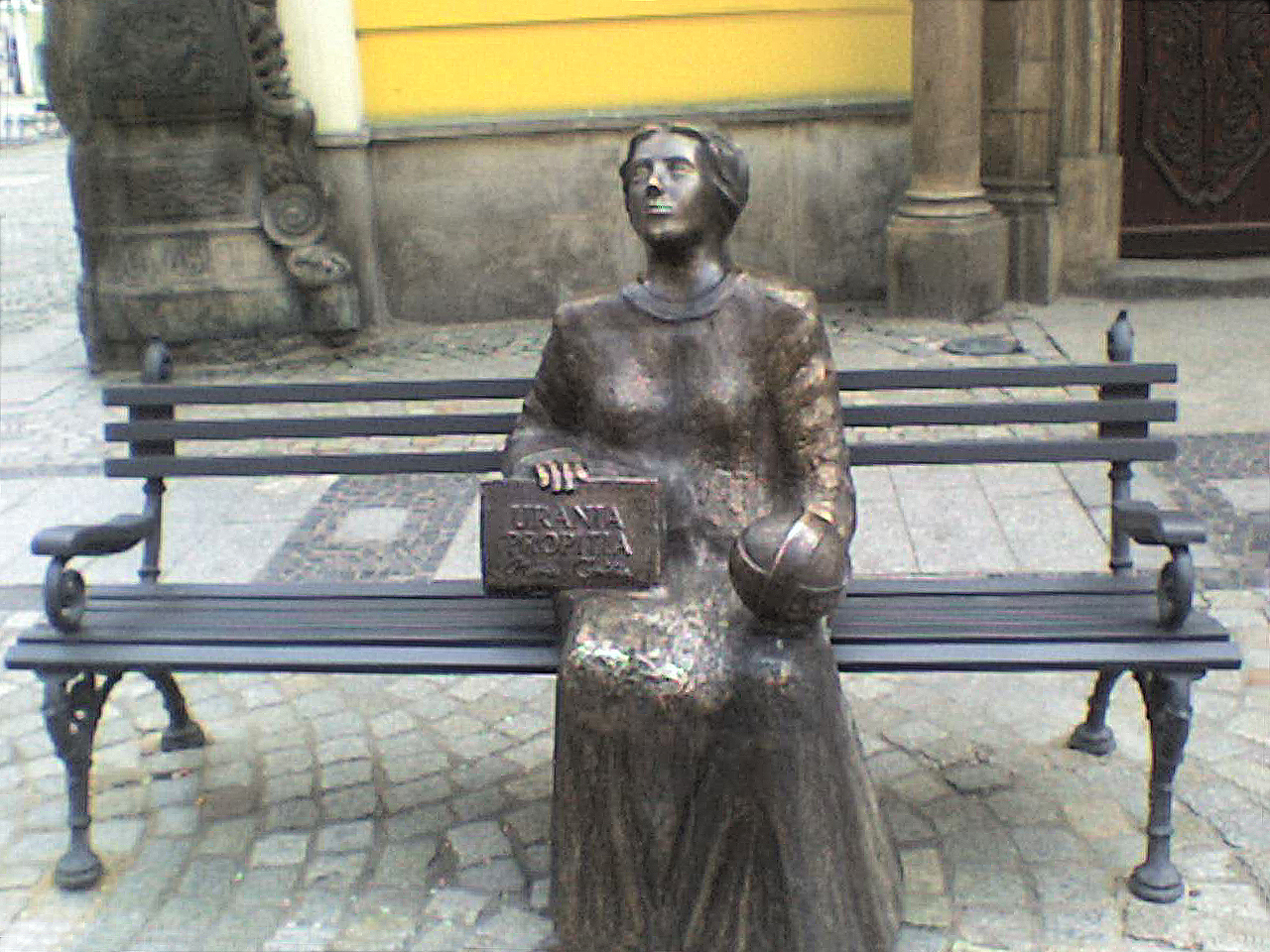
Maria Cunitz-statyn. Cunitz avbildas med sitt stora astronomiska verk, Urania Propitia (1650).

- Maria Cunitz (1604-1664), astronom.
- Ferdinand Friedensburg (1886-1972), konservativ politiker (CDU), ställföreträdande regerande borgmästare i Berlin 1948.
- Gunther Gebel-Williams (1934-2001), cirkusartist och djurtränare.
- Johann Christoph Glaubitz (omkr. 1700-1767), barockarkitekt.
- Katarzyna Glinka (född 1977), skådespelare.
- Janusz Gol (född 1985), fotbollsspelare.
- Bartosz Huzarski (född 1980), tävlingscyklist.
- Johann Gottlieb Janitsch (1708-1763), barockkompositör.
- Manfred Kanther (född 1939), konservativ politiker (CDU), Tysklands inrikesminister 1993-1998.
- Karl Theodor Robert Luther (1822-1900), astronom.
- Michael von Matuschka (1888-1944), politiker och motståndsman under Nazityskland.
- Albert Neisser (1855-1916), dermatolog.
- Arkadiusz Piech (född 1985), fotbollsspelare.
- Manfred von Richthofen (1892-1918), "Röde baronen", tysk stridspilot under första världskriget, uppväxt i Schweidnitz.
- Benjamin Schmolck (1672-1737), teolog och psalmkompositör.
- Heinz Starke (1911-2001), liberal politiker (FDP), Västtysklands finansminister 1961-1962.
- Thomas Stoltzer (1480-1526), renässanskompositör.
- Dorota Świeniewicz (född 1972), volleybollspelare.
- Peter Adolf Thiessen (1899-1990), fysikalisk kemist.
- Anna Werblińska (född 1984), volleybollspelare.